# فورناري (كوفاسيجا)
فورناري (بالروسية: Вурнары) هي مدينة في جمهورية تشوفاشيا في روسيا.
يبلغ عدد سكانها حوالي 10790  نسمة.